# J·理查德·邦德
约翰·理查德·“迪克”邦德，OC OOnt FRS FRSC（英語：John Richard "Dick" Bond，1950年—），出生于安大略省多伦多，加拿大天体物理学家和宇宙学家。2025年邵逸夫獎獲得者。